# Gunilla Carlsson (moderat)
Anna Gunilla Carlsson, född 11 maj 1963 i Höör, är en svensk politiker (moderat).
Carlsson var ledamot av Europaparlamentet 1995–2002, riksdagsledamot 2002–2013, andre vice ordförande i Moderaterna 1999–2003 samt förste vice partiordförande 2003–2015. Vidare har hon varit partiets talesperson i utrikesfrågor som vice ordförande i utrikesutskottet 2003–2006 och Sveriges biståndsminister 2006–2013. Hon var dessutom vice ordförande i Europeiska folkpartiet 2004–2006. Mellan december 2017 och februari 2020 var Gunilla Carlsson biträdande chef för UNAIDS.

## Biografi
Carlsson är uppvuxen i Vadstena i Östergötland. Hennes föräldrar var centerpartister och i början var hon själv medlem i partiet, men efter en tid engagerade hon sig i Moderaterna istället. Hon blev ledamot av kommunalfullmäktige i Vadstena 1989 och var ledamot i Moderata ungdomsförbundets styrelse 1990–1995, varav 1992–1995 som förbundets vice ordförande.
Hon utbildade hon sig till revisor och var 1984–1994 verksam som revisor respektive ekonomichef för ett mindre företag. Hon övergick till att arbeta politiskt på heltid och kandiderade till Europaparlamentet, medan hon var politisk handläggare på Moderaternas riksdagskansli 1994–1995. Hon har tidigare också varit vice ordförande i International Young Democrat Union 1994–1998, respektive vice president i Nordisk Ungkonservativ Union 1993–1994.

### Europaparlamentariker
I första Europaparlamentsvalet i Sverige 1995 valdes Gunilla Carlsson in i Europaparlamentet, där var ledamot till det svenska riksdagsvalet 2002. Som medlem i Europaparlamentets parlamentariska delegationer för relationerna med Estland, Lettland och Litauen arbetade hon som Europaparlamentets rapportör om Baltikums framtida EU-medlemskap och europeiska integration.

### Riksdagsledamot
Carlsson var ordinarie riksdagsledamot 2002–2013. Hon valdes in i riksdagen för Stockholms kommuns valkrets i valet 2002 och därefter för Östergötlands läns valkrets i valen 2006 och 2010.
I riksdagen var hon vice ordförande i utrikesutskottet 2003–2006. Hon var ledamot i EU-nämnden och utbildningsutskottet 2002–2003, samt krigsdelegationen 2002–2010. Carlsson var även suppleant i EU-nämnden, Nordiska rådets svenska delegation och sammansatta utrikes- och försvarsutskottet, samt deputerad i sammansatta utrikes- och försvarsutskottet.
I september 2013 anhöll Carlsson om entledigande från uppdraget som riksdagsledamot. Betty Malmberg utsågs till ny ordinarie riksdagsledamot från och med 18 september 2013.

### Biståndsminister
Den 6 oktober 2006 blev Carlsson utnämnd till biståndsminister. Som biståndsminister väckte hon  uppmärksamhet för sin strävan att minskat antalet mottagarländer för svenskt bistånd och öka korruptionsbekämpning och transparens.
Under Gunilla Carlssons ledning lanserade Utrikesdepartementet webbsidan "Openaid". Med sin agenda ökade Carlsson även handelsperspektivet i biståndet, varvid Sverige genom SIDA och Kommerskollegium bland annat började finansiera FN:s ekonomiska kommission för Europa webbaserade Trade facilitation guide. För första gången minskades även en del av det generella budgetstödet till mottagarländerna
.
Inom utrikesdepartementet och biståndsmyndigheten skapade politiken spänningar för vad som upplevdes som oklarhet, otydliga direktiv och ledning. Gunilla Carlsson avgick som biståndsminister den 17 september 2013.

### UNAIDS
I december 2017 utnämndes Gunilla Carlsson av Förenta nationernas generalsekreterare António Guterres till biträdande chef för FN:s aidsprogram UNAIDS, organisationen som arbetar mot spridning av hiv och aids och ger stöd till dem som drabbats och deras familjer.
Vid Carlssons tillträde under våren 2018 ansattes UNAIDS i samband med metoo-oroligheterna av en omfattande skandal, som involverade sexuella trakasserier och övergrepp av en tidigare vice generalsekreterare. Detta förvärrades av UNAIDS-chefens bristfälliga agerande och ledarskap, som en oberoende utredning slog fast i sin rapport i slutet av 2018. Rapportens allvar resulterade också i att Sverige, en av UNAIDS näst största givare, drog in sitt finansiella stöd till organet och krävde chefens avgång. Till följd av dennes avgång utnämndes Carlsson till tillförordnad chef för UNAIDS för att bland annat överse nomineringen av organets nya chef. I spåren av turbulensen lämnade Gunilla Carlsson UNAIDS den 13 februari 2020.

### SIDA
I juli 2023 utsåg regeringen Gunilla Carlsson till ny styrelseordförande för Styrelsen för internationellt utvecklingssamarbete (Sida), med tillträde 1 juli 2023.

## Personligt liv
Carlsson gifte sig 1993 och fick en dotter, Ellinor. Paret skiljde sig 2007. 2015 blev Ellinor diagnostiserad med angiosarkom och 29 december gick hon bort.